# AFC Ajax in het seizoen 2012/13 (vrouwen)
Het seizoen 2012/2013 is het 1e jaar in het bestaan van de Amsterdamse vrouwenvoetbalclub AFC Ajax. De club kwam uit in de BeNe League Orange en Women's BeNe League en heeft deelgenomen aan het toernooi om de KNVB beker.

## Wedstrijdstatistieken

### BeNe League Orange
|       | FC Twente | ADO Den Haag | PSV/FC Eindhoven | Telstar | PEC Zwolle | FC Utrecht | sc Heerenveen |
| ----- | --------- | ------------ | ---------------- | ------- | ---------- | ---------- | ------------- |
| Thuis | 2 – 2     | 1 – 2        | 2 – 2            | 2 – 3   | 3 – 0      | 2 – 1      | 2 – 0         |
| Uit   | 2 – 1     | 2 – 1        | 3 – 2            | 1 – 2   | 0 – 0      | 1 – 3      | 1 – 2         |

### Women's BeNe LeagueA
|       | FC Twente | Standard Luik | PSV/FC Eindhoven | ADO Den Haag | Lierse SK | RSC Anderlecht | Beerschot |
| ----- | --------- | ------------- | ---------------- | ------------ | --------- | -------------- | --------- |
| Thuis | 0 – 1     | 0 – 4         | 1 – 2            | 2 – 1        | 5 – 0     | 0 – 0          | 2 – 0     |
| Uit   | 1 – 0     | 1 – 1         | 1 – 1            | 2 – 1        | 0 – 1     | 1 – 4          | 2 – 4     |

### KNVB beker
| Achtste finale                             | SV Saestum | 0 – 5 (0 – ?)            | AFC Ajax |  |
| Plaats: Zeist Sportpark SV Saestum         |            |                          | Onbekend |  |
| Kwartfinale                                | FC Twente  | 1 – 1 (? – ?) 4 – 3 n.s. | AFC Ajax |  |
| Plaats: Hengelo FC Twente-trainingscentrum |            |                          |          |  |

## Statistieken AFC Ajax 2012/2013

### Eindstand AFC Ajax Vrouwen in de BeNe League Orange 2012 / 2013
| Stand | Gespeeld | Gewonnen | Gelijk | Verloren | Punten | Doelpunten voor | Doelpunten tegen | Gele kaarten | Rode kaarten |
| ----- | -------- | -------- | ------ | -------- | ------ | --------------- | ---------------- | ------------ | ------------ |
| 4e    | 14       | 6        | 3      | 5        | 21     | 25              | 20               | 9            | 0            |

### Eindstand AFC Ajax Vrouwen in de Women's BeNe League A 2012 / 2013
| Stand | Gespeeld | Gewonnen | Gelijk | Verloren | Punten | Doelpunten voor | Doelpunten tegen | Gele kaarten | Rode kaarten |
| ----- | -------- | -------- | ------ | -------- | ------ | --------------- | ---------------- | ------------ | ------------ |
| 4e    | 14       | 6        | 3      | 5        | 21     | 22              | 16               | 6            | 2            |

### Topscorers
| #                    | Naam                 | Goal |
| -------------------- | -------------------- | ---- |
| 1.                   | Desiree van Lunteren | 7    |
| 2.                   | Mandy Versteegt      | 6    |
| 3.                   | Linda Bakker         | 5    |
| 4.                   | Babiche Roof         | 3    |
| 5.                   | Anouk Hoogendijk     | 2    |
| 6.                   | Sabine Becx          | 1    |
| Onbekende doelpunten |                      |      |
| –                    | Onbekend             | 1    |
| Totaal               | Totaal               | 25   |

| #      | Naam                 | Goal |
| ------ | -------------------- | ---- |
| 1.     | Chantal de Ridder    | 7    |
| 2.     | Desiree van Lunteren | 3    |
| 3.     | Anouk Hoogendijk     | 2    |
| 3.     | Carmen Manduapessy   | 2    |
| 3.     | Babiche Roof         | 2    |
| 3.     | Mandy Versteegt      | 2    |
| 4.     | Eshly Bakker         | 1    |
| 4.     | Chelly Drost         | 1    |
| 4.     | Tessel Middag        | 1    |
| 4.     | Leonne Stentler      | 1    |
| Totaal | Totaal               | 22   |

| #      | Naam                        | Goal |
| ------ | --------------------------- | ---- |
| –      | Onbekend (Tegen SV Saestum) | 5    |
| –      | Onbekend (Tegen FC Twente)  | 1    |
| Totaal | Totaal                      | 6    |

### Kaarten
| #      | Naam                 |    |
| ------ | -------------------- | -- |
| 1.     | Desiree van Lunteren | 4  |
| 2.     | Linda Bakker         | 2  |
| 2.     | Laura Du Ry          | 2  |
| 2.     | Tessel Middag        | 2  |
| 2.     | Liza van der Most    | 2  |
| 3.     | Sabine Becx          | 1  |
| 3.     | Anouk Hoogendijk     | 1  |
| 3.     | Daphne Koster        | 1  |
| 3.     | Babiche Roof         | 1  |
| Totaal | Totaal               | 16 |

| #      | Naam                 |   |
| ------ | -------------------- | - |
| 1.     | Desiree van Lunteren | 1 |
| Totaal | Totaal               | 1 |

| #      | Naam              |   |
| ------ | ----------------- | - |
| 1.     | Liza van der Most | 1 |
| Totaal | Totaal            | 1 |

## Voetnoten
Red: Anderlecht · Beerschot · Club Brugge · Lierse SK · OHL · Sint-Truidense VV · Standard · Zulte Waregem
 Orange: ADO Den Haag · Ajax · PSV/FC Eindhoven · sc Heerenveen · SC Telstar VVNH · FC Twente · FC Utrecht · PEC Zwolle